# 선도르 국제항공
선도르 국제항공(영어: Sun d'Or International Airlines)은 이스라엘의 항공사로 벤구리온 국제공항이 허브 공항으로 본사는 이스라엘 텔아비브 벤구리온 국제공항에 위치해 있으며 주로 유럽과 이스라엘 관광객 편의를 위해 전세 항공편을 운항한다.

## 역사
1977년에 엘알 차터 서비스(영어: El Al Charter Services)로 설립 했으며 1981년에 현재의 사명으로 변경했다. 1988년에 본사를 텔아비브에 이전했고 2001년에 이스라엘 전세 시장에서 중요한 항공사로 성장하게 되었다. 2005년에 모기업인 엘알 이스라엘 항공이 민영화에 따라 개인 회사가 되었다. 2011년 3월, 이스라엘 민간 항공기관 (CAA)은 같은 해 4월에 운영 라이센스 정지를 발표했으며 이스라엘 및 국제 항공 관리 기준 자기 소유의 비행기 승무원 부족으로 CAA 기반으로 한 의사를 결정했다.

## 보유 기종
- 2012년 8월 기준으로 선도르 국제항공은 다음과 같은 기종을 보유하고 있다.